# F-Zero: GP Legend (anime)
F-Zero: GP Legend (F-ZERO ファルコン伝説 Efu Zero Farukon Densetsu, literalmente "F-Zero: La Leyenda de Falcon"?) es un anime de 51 capítulos creado por Ashi Productions basado en la serie de videojuegos F-Zero. Un videojuego con el mismo nombre fue lanzado un mes después del estreno del anime. Debutó en Japón el 7 de octubre de 2003, en TV Tokyo; el último episodio emitido fue el 28 de septiembre de 2004. 4Kids Entertainment licenció el anime para la emisión en América del Norte. Allí, la serie fue editada por los mismos de 4Kids. Quince episodios de GP Legend fueron emitidos en el canal Fox Box en Estados Unidos antes de que lo cancelaran. Está siendo emitido de nuevo en la Tokyo Metropolitan Television (Tokyo MX) de 7:30 a 8:00 cada jueves en Japón. El anime, al igual que el videojuego, es un reboot de la franquicia F-Zero, toma lugar en el año 2201. Formas de vida de todo el universo recorren largos caminos para venir a competir en el nuevo torneo de carreras llamado "F-Zero".

## Historia
El detective policía Rick Wheeler (Ryu Suzaku en Japón) es uno de los protagonistas. Sufrió un terrible accidente en coche cuando perseguía un criminal llamado Zoda. Rick murió, pero es revivido en el año 2201 por dos miembros de la Mobile Task Force: Jody Summer y el Dr. Stewart. La Task Force mantiene el premio fuera del alcance de los miembros de la Organización Dark Million, dirigida por Black Shadow y Deathborn. Esta organización es la responsable de revivir al antiguo enemigo de Rick, Zoda. Ahora, Rick se une a la Task Force para ayudar a derribar a Zoda y al resto de Dark Million. Mientras cumple sus objetivos, Rick se encontrará, inesperadamente, con el legendario piloto de carreras y famoso cazarrecompensas Captain Falcon, además de otros corredores.
Captain Falcon es uno de los protagonistas, y está rodeado de misterio. Cuando no compite, trabaja en un bar bajo el nombre de Bart Lemming. Por otra parte, él es en realidad Andy Summer, el hermano menor de Jody, quien aparentemente murió en el accidente que giraba en torno a Zoda. Lucha constantemente para detener a Black Shadow y a la Organización Dark Million, y de vez en cuando echa una mano a la Task Force. En medio de la serie, Rick Wheeler descubre la "Leyenda de Falcon" gracias al Dr. Stewart. Acorde a la leyenda, Captain Falcon y Black Shadow son reencarnaciones del bien y del mal, y al igual que el Yin y el Yang, ellos no pueden derrotarse el uno al otro solos. Asimismo, en el comienzo del universo, después del Big Bang, seis poderosos objetos llamados "Reactor Mights" fueron creados, y aquel que pudiera controlarlos todos ganaría un poder inimaginable. También se revela que Rick es "El Salvador" del Universo y está destinado para, finalmente, inclinar la balanza a favor de Falcon. Durante la batalla final, Falcon y Rick se alían para destruir el Reactor Oscuro de Black Shadow con sus Reactor Mights, y Captain Falcon remata a Black Shadow con su famoso movimiento, el Falcon Punch. Captain Falcon le dice a Rick que el nombre de "Captain Falcon" es un título que se otorga al mejor, que "sólo aquél que supere a Falcon podrá convertirse en Falcon". Después de derrotar a Black Shadow y poco,después del sacrificio de Captain Falcon, Rick se convierte en el nuevo Captain Falcon y maneja la Blue Falcon ahora llamada Blue Falcon GT.

Black Shadow: el antagonista de la serie y el líder de la Organización Dark Million. Los reactores son la clave para cumplir su deseado sueño: crear el Reactor Oscuro que hará que el Universo implosione y creará un cosmos nuevo lleno de maldad. Raramente actúa físicamente en sus planes, se centra más en dar órdenes a sus sicarios, aunque cuando debe, usa su monstruosa nave, la Black Bull. Tiene poderes extraños que rayan lo mágico, desde enviar rayos de su cuerpo causando daño a personas cercanas hasta hacerse pasar por gente tomando su forma. Black Shadow mantiene el control toda la serie hasta el final, cuando Rick y Captain Falcon sobrecargan y destruyen su Reactor Oscuro. Impactado y furioso por su repentina derrota, salta de su nave en medio de la explosión para atacar a Falcon, pero es finalmente derrotado cuando recibe el Falcon Punch, acabando con él definitivamente.

## Música
El anime usa dos canciones durante toda la serie; un tema de apertura (opening) y un tema de final (ending). El opening se llama "The Meaning of Truth", cantada por Hiro-x. El ending se llama "Resolution" y es cantada por Ai Maeda. La animación del inicio cambia después de los 39 primeros capítulos. El último capítulo carece de opening.

## Personajes
La historia de los personajes y sus papeles son distintos a los de la saga F-Zero.
- Rick Wheeler (リュウ スザク Ryū Suzaku?)

Voces en el anime: Toshiyuki Morikawa (japonés), Frank Frankson (inglés)
El protagonista de la versión japonesa y el héroe . Rick fue asesinado en un accidente cuando perseguía a Zoda. Es revivido 150 años después y se une a la Mobile Task Force. Se le revela que él es "El Salvador" del universo, y que juega un papel esencial en la derrota de Black Shadow. Durante la batalla final, Captain Falcon le dice que el nombre de "Captain Falcon" es un título que se otorga al mejor, que "sólo aquél que supere a Falcon podrá convertirse en Falcon". Después de derrotar a Black Shadow y poco después del sacrificio de Captain Falcon, Rick se convierte en el nuevo Captain Falcon.
- Captain Falcon (キャプテン ファルコン Kyaputen Farukon?)

Voces en el anime: Hideyuki Tanaka (japonés), David Wills (inglés)
El protagonista principal de la versión inglesa , y está rodeado de misterio. Cuando no compite, trabaja en un bar bajo el nombre de Bart Lemming. Por otra parte, él es en realidad Andy Summer, el hermano gemelo Menor de Jody , quien aparentemente murió en el accidente que giraba en torno a Zoda. Lucha constantemente para detener a Black Shadow y a la Organización Dark Million, y de vez en cuando echa una mano a la Task Force. En medio de la serie, Rick Wheeler descubre la "leyenda de Falcon" gracias al Dr. Stewart. Acorde a la leyenda, Captain Falcon y Black Shadow son reencarnaciones del bien y del mal, y al igual que el Yin y el Yang, ellos no pueden derrotarse el uno al otro solos. Asimismo, en el comienzo del universo, después del Big Bang, seis poderosos objetos llamados Reactores de Poder fueron creados, y aquel que pudiera controlarlos todos ganaría un poder inimaginable. También se revela que Rick es "El Salvador" del Universo y está destinado para, finalmente, inclinar la balanza a favor de Falcon. Durante la batalla final, Falcon y Rick se alían para destruir el Reactor de Materia Oscura de Black Shadow con sus Reactores de Poder. Cuando un furioso Black Shadow vuela para atacar a Falcon, él salta de la Blue Falcon y usa un devastador Falcon Punch para destruir a Black Shadow. Captain Falcon es aparentemente consumido por la explosión gigantesca. Su casco fue encontrado en los escombros de la base de Black Shadow y es cogido por Jody, y se lo da a Rick quien se convierte en el nuevo Captain Falcon.
- Jody Summer (ジョディ サマー Jodi Samā?)

Voces en el anime: Kikuko Inoue (japonés), Veronica Taylor (inglés)
La estricta líder de la Mobile Task Force, y hermana gemela mayor de Andy Summer. Jody vendrá con la mano preparada para todos aquellos que no cumplan su misión. Cuentan al principio de la serie que Jody no es del todo humana después de un accidente que tuvieron ella y su hermano gemelo menor, Andy, accidente que giraba en torno a Zoda.
- Jack Levin (ジャック レビン Jakku Rebin?)

Voces en el anime: Kazuki Yao (japonés), Marc Thompson (inglés)
Un caballeroso chico que empieza siendo el rival de Rick, pero acaba convirtiéndose en su amigo, incluso para sacar a Rick de algún apuro cuando lo necesita. En el capítulo 37, se revela que él ha trabajado para el clan de Michael Chain, bajo la identidad de Thunder: the Death Reaper antes de unirse a la Task Force.

## Mobile Task Force
Un grupo de héroes destinados a acabar con Dark Million. Por lo general son ayudados por Falcon.

## Dark Million
Un grupo de villanos que están por acabar con el universo, a Captain Falcon y el Mobile Task Force.